# 帕塞瓦尔恒等式
在泛函分析中，以馬克-安托萬·帕塞瓦爾命名的帕塞瓦尔恒等式是一个有关函数的傅里叶级数的可加性的基础结论。从几何观点来看，这就是内积空间上的毕达哥拉斯定理。 
通俗地说，此恒等式表明“函数的傅里叶系数的平方和”与“函数平方后的积分值”可以直接换算
{\displaystyle \sum _{n=-\infty }^{\infty }|c_{n}|^{2}={\frac {1}{2\pi }}\int _{-\pi }^{\pi }|f(x)|^{2}\,dx,}
在这里ƒ的傅里叶系数cn可通过下式计算得到
{\displaystyle c_{n}={\frac {1}{2\pi }}\int _{-\pi }^{\pi }f(x)\mathrm {e} ^{-inx}\,dx.}
正式一点地说，结论成立的前提是上面提到的ƒ必须是平方可积函数，或者更一般地说，要是在L2[−π,π]中。一个与之相似的结果就是普朗歇爾定理,它指出函数的傅里叶转换的平方和的积分等于函数本身平方的积分。就一维情形而言，对于ƒ ∈ L2(R)，我们有
{\displaystyle \int _{-\infty }^{\infty }|{\hat {f}}(\xi )|^{2}\,d\xi =\int _{-\infty }^{\infty }|f(x)|^{2}\,dx.}

## 毕达哥拉斯定理的推广
首先我们回顾一下毕达哥拉斯定理的内容。在一般的欧氏平面几何中，毕达哥拉斯定理说明直角三角形的两个直角边之长度的平方加起来等于斜边的平方。从另一种角度来看，若在平面上定义了一个直角坐标系xOy（单位向量分别是{\displaystyle (e_{x},e_{y})}），那么一个向量和它在这两个坐标轴方向上的投影构成一个直角三角形，因此，向量的长度的平方等于它在两个坐标轴方向上的投影的长度的平方之和。
对于一个有限维的欧几里得空间{\displaystyle \mathbb {R} ^{n}} 以及其中的标准规范正交基{\displaystyle (e_{1},e_{2},\cdots ,e_{n})}，空间中的一个向量{\displaystyle v=(v_{1},v_{2},\cdots ,v_{n})} 的长度的平方等于它在各个基向量上的投影的长度的平方之和：
{\displaystyle \left\|v\right\|^{2}=v_{1}^{2}+v_{2}^{2}+\cdots +v_{n}^{2}.}
在一般的希尔伯特空间之中，也有类似的等式。设{\displaystyle {\mathcal {H}}} 是一个具有内积：{\displaystyle \left\langle \cdot ,\cdot \right\rangle } 的希尔伯特空间。考虑{\displaystyle {\mathcal {H}}} 中的一组规范正交基：{\displaystyle (e_{1},e_{2},\cdots ,e_{n},\cdots )}，那么{\displaystyle {\mathcal {H}}} 中的每一个向量的范数的平方都等于它在各个基向量上的投影的平方之和:
更准确地说，帕塞瓦尔恒等式与毕达哥拉斯定理在如下更具一般性的情形下存在联系，下面说的是一种拓扑可分离的希尔伯特空间。假设H是一个具有内积〈·,·〉的希尔伯特空间。令(en)是H的一组正交基；也就是说，en的线性张成是H中的稠密集，且en彼此正交:
{\displaystyle \langle e_{m},e_{n}\rangle ={\begin{cases}1&{\mbox{if}}\ m=n\\0&{\mbox{if}}\ m\not =n.\end{cases}}}
利用帕塞瓦尔恒等式随即可以断言对于任何 x ∈ H,
{\displaystyle \sum _{n}|\langle x,e_{n}\rangle |^{2}=\|x\|^{2}.}
这个式子与毕达哥拉斯定理有着显而易见的相似性，后者指出“向量的正交分量的平方和”等于“向量长度（模）的平方”。由此也不难得到傅里叶级数版本的帕塞瓦尔恒等式，只需让L2[−π,π]取代H，并对于所有n ∈ Z.令en = e−inx。
更一般地说，帕塞瓦尔恒等式在任何内积空间中都成立，而不只局限于希尔伯特空间。因此假定H是一个内积空间。令B表示H的一组正交基;换句话说，B是一个其线性张成在H中稠密的正交集合。然后可得
{\displaystyle \|x\|^{2}=\langle x,x\rangle =\sum _{v\in B}\left|\langle x,v\rangle \right|^{2}.}
“B是全体v的总和”这一假定对于恒等式的有效性是不可或缺的。如果B不是v的总和，那么帕塞瓦尔恒等式中的等号必须用“≥”符号替换，恒等式此时退化为贝塞尔不等式。帕塞瓦尔恒等式的这种推广形式可以用里斯-费歇尔定理加以证明。